# Vũ Trung
Vũ Trung là một xã thuộc huyện Kiến Xương, tỉnh Thái Bình, Việt Nam.

## Địa lý - Hành chính
Xã nằm cách trung tâm thành phố Thái Bình khoảng 5 km. Địa giới hành chính xã phía Đông giáp với xã Vũ Quý; phía Bắc giáp xã Vũ Ninh; phía Tây giáp xã Vũ Vinh (huyện Vũ Thư); phía Nam giáp xã Vũ Thắng.